# Sony Cyber-shot DSC-RX1
Sony Cyber-shot DSC-RX1 — первый в мире беззеркальный цифровой фотоаппарат с «полнокадровой» матрицей, эквивалентной по размеру малоформатному кадру. Оснащён несъёмным объективом с междулинзовым центральным затвором-диафрагмой.
Анонсирован компанией «Сони» в сентябре 2012 года, в продаже с ноября. Наиболее близкие технически и идеологически модели — Fujifilm FinePix X100 и Leica X2 с матрицами формата APS-C.
Вышла  модификация Sony Cyber-shot DSC-RX1R без низкочастотного оптического фильтра — для повышения резкости фотографий.